# Ткаченко Володимир Володимирович
Володи́мир Володи́мирович Ткаче́нко (нар. 13 березня 1964, Чернігів) — український науковець. Доктор історичних наук. Професор. Народний депутат України V скликання.

## Біографія
Народився 13 березня 1964 року в місті Чернігів. Закінчив історичний факультет Чернігівського державного педагогічного інституту імені Т. Г. Шевченка. Доктор історичних наук. Професор. Академік академії економічних наук України. Іноземний член Лондонської академії науки і бізнесу.
З серпня 1986 р. по жовтень 1989 р. працював вчителем історії, права й суспільствознавства Кобижчанської с/ш № 1 Бобровицького району Чернігівської області.
З 1989 по 1992 рр. був співголовою Чернігівської обласної організації Всесоюзного історико-просвітницького товариства «Меморіал».
З жовтня 1989 р. по травень 2006 р. працював на посадах асистента, старшого викладача, доцента, докторанта кафедри всесвітньої (до вересня 1996 р. — загальної) історії Чернігівського державного педагогічного університету імені Т. Шевченка.
З травня 2006 р. по червень 2010 р. — професор кафедри управління та євроінтеграції Національного педагогічного університету імені М. П. Драгоманова.
З квітня 2011 р. по травень 2012 р. — головний науковий співробітник Інституту педагогіки Національної академії педагогічних наук України.
З грудня 2011 р. по квітень 2012 р. — голова комісії з припинення Міжгалузевого інституту управління.
З квітня 2012 р. по листопад 2012 р. — виконувач обов'язків ректора Міжгалузевого інституту (з червня 2012 — Академії) управління.
З листопада 2012 р.по липень 2014 р. — ректор Міжгалузевої академії управління й виконувач обов'язків ректора Київського університету управління та підприємництва.
З грудня 2014 р. по листопад 2016 р. — головний науковий співробітник Державного науково-дослідного інституту МВС України.
З листопада 2016 р. по липень 2017 р. — виконувач обов'язків директора Державної наукової установи «Інститут модернізації змісту освіти».
З липня 2017 р. по січень 2018 р. — головний науковий співробітник Інституту педагогіки НАПН України.
З вересня 2018 р. по теп. час — проректор з науково-педагогічної роботи та міжнародних зв'язків Київського національного університету будівництва і архітектури.

## Громадсько-політична діяльність
Співголова Чернігівської обласної організації Всесоюзного історико-просвітницького товариства «Меморіал» (1989–1992).
Член Національної спілки краєзнавців України (з 1991).
Депутат Чернігівської міської ради (2002–2006).
Депутат Чернігівської обласної ради (2006).
Народний депутат України, голова підкомітету з питань гуманітарної освіти, науки та інформатизації Комітету Верховної Ради України з питань науки і освіти (2006–2007).
Голова Комітету Верховної Ради України з питань культури і духовності (2007).
Член Національної експертної комісії з питань захисту суспільної моралі (2007–2008).
Член Консультативної ради з питань інформатизації при Верховній Раді України (2006–2008).
Керівник групи радників наглядової ради благодійної організації «Слов'янський фонд» (з 2007).
Віце-президент Чернігівської обласної федерації з шахів (2005−2014).
Голова правління ГО «Всеукраїнський союз ветеранів-інвалідів війни в Афганістані та інших локальних війн» (з 2015).

## Наукова й міжнародна експертна діяльність
Автор близько 180 публікацій з історії України, історії стародавнього світу, історії держави та права, кримінального права, фінансової безпеки, когнітивних технологій, економіки та енергоефективних технологій.
З січня 2004 р. по травень 2005 р. — незалежний експерт за напрямком «Детінізація особистих доходів громадян» у проекті «Позиція громадськості щодо урядових пріоритетів та інституціоналізація урядових консультацій з громадськістю у процесі формування державної політики в Україні» Секретаріату Кабінету Міністрів України, Міністерства економіки та з питань європейської інтеграції України й Міжнародного центру перспективних досліджень.
2013−2014 рр. — головний редактор збірника наукових праць «Менеджмент» (фаховий з економіки та менеджменту).
2014–2017 рр. — член спеціалізованої вченої ради Д 26.732.01 Державного науково-дослідного інституту МВС України.
2015–2018 рр. — член редколегії наукового журналу «Наука і правоохорона» (фаховий з юридичних наук).
З 2012 р. по теперішній час — член Наглядової ради Київського інституту банківської справи.
З березня 2016 р. по теп. час — віце-голова Ради експертів Інституту розвитку міжнародної співпраці (м. Познань, Польща).
З лютого 2017 р. по теп. час — член робочої групи експертів Польсько-української парламентської групи Сейму Республіки Польща з питань нострифікації дипломів.

## Нагороди та відзнаки
- Нагрудний знак «Відмінник освіти України» (2000).
- Почесна грамота Кабінету Міністрів України (2005).

Премія НАН України імені М. С. Грушевського (2012).
Заслужений працівник освіти України (2019).